# Linux Mint
Linux Mint (звучить, як «Лінукс Мінт», Mint перекладається укр. м'ята) — серія дистрибутивів Лінукс на основі Ubuntu та Debian, орієнтованих на простоту використання, навіть якщо порівняти з Ubuntu. Linux Mint заснований на пакетній базі Ubuntu, яка повністю сумісна з ним, але істотно відрізняється підходом до організації інтерфейсу користувача і підбором застосунків за замовчуванням. Розробники Linux Mint надають десктоп-оточення, що відповідає класичним канонам організації робочого столу. Воно є звичнішим для користувачів, котрі не приймають нові методи побудови інтерфейсу Unity і GNOME 3. Для завантаження доступні DVD-образи на базі оболонок MATE, Cinnamon і Xfce.
Крім відмінностей в організації робочого столу, дистрибутив містить низку оригінальних застосунків, що спрощують користувачам-початківцям налаштування системи й роботу з нею. Наприклад, Linux Mint використовує перероблене системне меню, власний менеджер встановлення та оновлення застосунків, оригінальний інтерфейс для налаштування системи mintConfig, «майстер» для налаштування різних параметрів системи для початківців у стилі питання-відповідь, інтерфейс для налаштування параметрів робочого столу, засіб для виконання резервного копіювання mintBackup тощо.

## Історія та розробка
Перший випуск Mint відбувся 27 серпня 2006, вихід бета-версії Mint (кодова назва «Ada», на основі Kubuntu 6.06) beta 007. Як і Ubuntu, «готова до вжитку». Нові версії виходять досить часто, не рідше ніж раз на пів року. На відміну від Ubuntu, яка переважно включає вільне програмне забезпечення, Mint має закриті застосунки.
Пакунки Mint, так як і Ubuntu, переважно базуються на пакунках із нестабільної (unstable) групи пакунків Debian. Mint використовує Advanced Packaging Tool від Debian для управління встановленими пакунками. Хоча у версії 3.0 Mint почала використовувати Synaptic. У 2006 засновник Ubuntu Марк Шаттлворт критикував Mint за використання в дистрибутиві закритого програмного забезпечення.
Поточна стабільна версія — 21.2 «Victoria» (липень 2023).

## Особливості

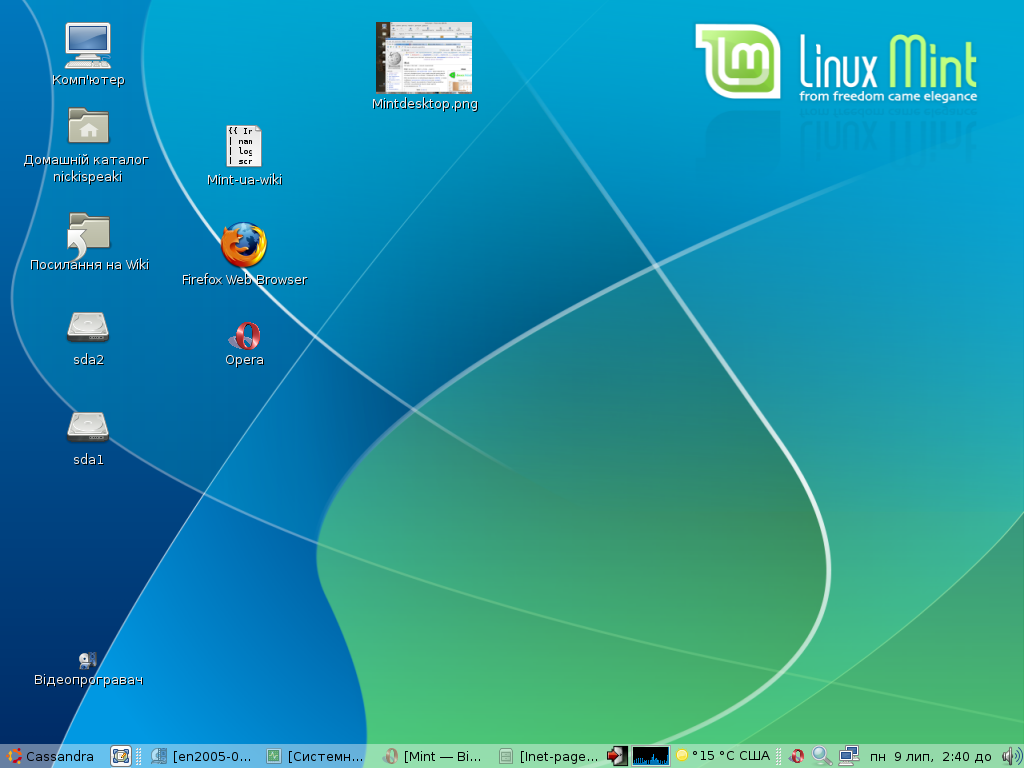
Мінт 3.0

Мінт зосереджений на зручності й простоті використання, включає широке використання утиліти sudo, яка дозволяє користувачам виконувати адміністраторські завдання, не запускаючи небезпечний сеанс суперкористувача.
Ключовими цілями Mint є:
- повна готовність до роботи після встановлення;
- легкість у використанні;
- легкість у встановленні та поширенні;
- повна мультимедійність (MP3, mp4, QuickTime та RealMedia, Adobe Flash);
- підтримка звичного для звичайних користувачів набору ПЗ (наприклад, архівів RAR);
- підтримка «мобільного Інтернету» (підключення до мережі Інтернет за допомогою мобільного телефону вже з Live CD)

### Зручність використання
Перша версія використовувала стільничне середовище KDE, яке розроблене з метою забезпечити вільний, простий та інтуїтивно зрозумілий інтерфейс, пропонуючи повний діапазон сучасних настільних програм. Окрім тих програм, які включені до KDE, Mint виходить з додатковим програмним забезпеченням, серед якого растровий графічний редактор GIMP.
Надалі розробники зосередилися на стільничному середовищі GNOME, як на стійкішому. Бета-версія Mint 2.2 із KDE була дуже нестабільна в роботі. Станом на грудень 2009 вже існувала версія із Xfce-десктопом. Також була випущена Mint Light Edition — полегшена версія для тих користувачів, закони країн яких забороняють використовувати деяке ПЗ, що включене в повну версію. Тобто без MP3 та MP4 кодеків, Macromedia Flash (її замістила GPL Flash), підтримки шифрованих DVD, Windows-кодеків, Unrar, Sun Java 1.5.

## Випуски
Mint і його варіанти доступні для завантаження в інтернеті.
Кожен випуск має кодове ім'я й версію, засновану на році та місяці виходу.
| Версія | Кодова назва | Кодова база                        | Кінець підтримки     |
| ------ | ------------ | ---------------------------------- | -------------------- |
| 1.0    | Ada          |                                    | нестабільний         |
| 2.0    | Barbara      |                                    | до квітня 2008       |
| 2.1    | Bea          |                                    | до квітня 2008       |
| 2.2    | Bianca       |                                    | до квітня 2008       |
| 3.0    | Cassandra    |                                    | до жовтня 2008       |
| 3.1    | Celena       |                                    | до жовтня 2008       |
| 4.0    | Daryna       |                                    | до квітня 2009       |
| 5      | Elyssa       |                                    | до квітня 2011       |
| 6      | Felicia      | Ubuntu 8.10 (Intrepid Ibex)        | до 30 квітня 2010    |
| 7      | Gloria       | Ubuntu 9.04 (Jaunty Jackalope)     | до 23 жовтня 2010    |
| 8      | Helena       | Ubuntu 9.10 (Karmic Koala)         | до 29 квітня 2011    |
| 9      | Isadora      | Ubuntu 10.04 (Lucid Lynx)          | до квітня 2013       |
| 10     | Julia        | Ubuntu 10.10 (Maverick Meerkat)    | до квітня 2012       |
| 11     | Katya        | Ubuntu 11.04 (Natty Narwhal)       | до жовтня 2012       |
| 12     | Lisa         | Ubuntu 11.10 (Oneiric Ocelot)      | до квітня 2013       |
| 13     | Maya         | Ubuntu 12.04 (Precise Pangolin)    | до квітня 2017 (LTS) |
| 14     | Nadia        | Ubuntu 12.10 (Quantal Quetzal)     | до квітня 2014       |
| 15     | Olivia       | Ubuntu 13.04 (Raring Ringtail)     | до січня 2014        |
| 16     | Petra        | Ubuntu 13.10 (Saucy Salamander)    | до липня 2014        |
| 17     | Qiana        | Ubuntu 14.04 (Trusty Tahr)         | до квітня 2019 (LTS) |
| 17.1   | Rebecca      | Ubuntu 14.04 (Trusty Tahr)         | до квітня 2019 (LTS) |
| 17.2   | Rafaela      | Ubuntu 14.04 (Trusty Tahr)         | до квітня 2019 (LTS) |
| 17.3   | Rosa         | Ubuntu 14.04 (Trusty Tahr)         | до квітня 2019 (LTS) |
| 18     | Sarah        | Ubuntu 16.04 (Xenial Xerus)        | до квітня 2021 (LTS) |
| 18.1   | Serena       | Ubuntu 16.04 (Xenial Xerus)        | до квітня 2021 (LTS) |
| 18.2   | Sonya        | Ubuntu 16.04 (Xenial Xerus)        | до квітня 2021 (LTS) |
| 18.3   | Sylvia       | Ubuntu 16.04 (Xenial Xerus)        | до квітня 2021 (LTS) |
| 19     | Tara         | Ubuntu 18.04 LTS (Bionic Beaver)   | до квітня 2023 (LTS) |
| 19.1   | Tessa        | Ubuntu 18.04 LTS (Bionic Beaver)   | до квітня 2023 (LTS) |
| 19.2   | Tina         | Ubuntu 18.04 LTS (Bionic Beaver)   | до квітня 2023 (LTS) |
| 19.3   | Tricia       | Ubuntu 18.04 LTS (Bionic Beaver)   | до квітня 2023 (LTS) |
| 20     | Ulyana       | Ubuntu 20.04 LTS (Focal Fossa)     | до квітня 2025 (LTS) |
| 20.1   | Ulyssa       | Ubuntu 20.04 LTS (Focal Fossa)     | до квітня 2025 (LTS) |
| 20.2   | Uma          | Ubuntu 20.04 LTS (Focal Fossa)     | до квітня 2025 (LTS) |
| 20.3   | Una          | Ubuntu 20.04 LTS (Focal Fossa)     | до квітня 2025 (LTS) |
| 21     | Vanessa      | Ubuntu 22.04 LTS (Jammy Jellyfish) | до квітня 2027 (LTS) |
| 21.1   | Vera         | Ubuntu 22.04 LTS (Jammy Jellyfish) | до квітня 2027 (LTS) |
| 21.2   | Victoria     | Ubuntu 22.04 LTS (Jammy Jellyfish) | до квітня 2027 (LTS) |
| 21.3   | Virginia     | Ubuntu 22.04 LTS (Jammy Jellyfish) | до квітня 2027 (LTS) |
| 22     | Wilma        | Ubuntu 24.04 LTS (Noble Numbat)    | 2029 (LTS)           |
| 22.1   | Xia          | Ubuntu 24.04 LTS (Noble Numbat)    | 2029 (LTS)           |

| Умовні позначення              |                               |                |                 |
| Версія більше не підтримується | Старіша версія, підтримується | Поточна версія | Майбутня версія |

## Ілюстрація відмінностей Linux Mint від Ubuntu
У Mint для полегшення роботи початківцям послаблені вимоги до використання власницького програмного забезпечення. Так, з диска встановлюється підтримка MP3 (в Ubuntu треба встановлювати окремо). Репозиторій Linux Mint Software Portal містить такі програми, як Google Earth, Picasa, Skype і багато іншого.

### Linux Mint 3.0 та Ubuntu 7.04
- новий mintInstall;
- відкриття Linux Mint Software Portal: linuxmint.com/software;
- поштар Mozilla Thunderbird замінив Evolution;
- Pidgin замінив Gaim;
- Mozilla Sunbird;
- Gnome-control-center замінено mintConfig;
- Обоє mintDisk (для внутрішніх дисків) і NTFS-Config (для зовнішніх) присутні для NTFS-підтримки;
- підтримка Gnome Templates в mintDesktop;
- mintInstall заміняє gnome-apt-install;
- Drag & Drop підтримка в mintMenu;
- Sun Java 6 замінила Sun Java 5;
- Compiz, Beryl and Emerald інстальовані;
- Нові шпалери;
- Microsoft Windows-інтеграція (Подвійне завантаження, NTFS повна підтримка (читання і запис), Migration Assistant);
- інсталяція в один клік (Linux Mint Software Portal, mintInstall);
- mintMenu;
- 3D ефекти (Compiz та Beryl на AIGLX);

### Linux Mint 12 та Ubuntu 11.10
Mint 12 істотно відрізняється в плані підходу до організації інтерфейсу користувача і підбору використовуваних за умовчуванням застосунків. Після міграції Ubuntu на оболонку Unity, а Fedora і openSUSE на GNOME 3 значна частина користувачів виявилися незадоволеними. Нововведенням Linux Mint 12 є використання в дистрибутиві технологій GNOME 3.2 і оболонки GNOME-Shell, зі збереженням звичного інтерфейсу, що нагадує GNOME 2. Для організації традиційного користувацького оточення в дистрибутив інтегрований набір додатків 'MGSE' (Mint Gnome Shell Extensions). В інтерфейсі Linux Mint присутні нижня панель запущених застосунків, меню програм, список вікон і піктограма кошика, які відсутні в GNOME 3. Замість перемикання між застосунками за замовчуванням повернута парадигма перемикання між окремими вікнами. Системні повідомлення виводяться в стилі GNOME 2, спливаючи у верхній частині екрана.
Крім відмінностей в оформленні та організації роботи, дистрибутив використовує низку оригінальних програм, що спрощують початківцям налаштування і роботу з системою. Наприклад, Linux Mint використовує перероблену систему меню, власний менеджер встановлення та оновлення програм, оригінальний інтерфейс для налаштування системи mintConfig, «майстер» для налаштування різних параметрів системи для початківців у стилі питання-відповідь, інтерфейс для налаштування параметрів десктопа, засіб для виконання резервного копіювання mintBackup тощо. Для завантаження доступні LiveCD (620 МБ, GNOME) і LiveDVD (1 ГБ, GNOME + MATE).
Зміни торкнулися також політики проєкту щодо пошукових систем, які представлені в браузерах, що надходять у складі дистрибутиву. Крім збору пожертвувань та спонсорської допомоги, дистрибутив активно використовує механізми, при яких пошукові запити або покупки в інтернет-магазині приносять певні кошти за партнерськими програмами. Оскільки основний дохід дистрибутиву складається з перерахувань за рекламу, показану в деяких пошукових системах, прийнято рішення прибрати з дистрибутиву всі пошукові системи, які не бажають ділити прибуток, отриманий за рахунок користувачів Linux Mint. Рекламні рушії таких пошукових систем можуть блокуватися штатними засобами блокування реклами. Linux Mint пропонує користувачам пошукові системи DuckDuckGo, Ask.com, Google, Amazon і eBay, а також Вікіпедія, як представника некомерційних проєктів. За умовчуванням використовується пошуковий сервіс DuckDuckGo, що вирізняється тим, що блокує рекламу та вирізає всі зайві дані, які можна використати щоб відстежити переваги й переміщення користувача. Значно спрощено інтерфейс для додавання додаткових пошукових рушіїв.
До складу дистрибутиву входить ядро Linux 3.0, Mozilla Firefox 7.0, Mozilla Thunderbird 7.0, LibreOffice 3.4. Мультимедійні кодеки і додаткові власницькі програми не включені в базове постачання, щоб їх швидко встановити підготовлений спеціальний інтерфейс, що дозволяє інсталювати потрібні компоненти за один клік.

## Команда проєкту
Координатори проєкту:
- Clement Lefebvre — засновник, ідейний лідер, розробник основної версії системи, заснованої на GNOME;
- merlwiz79 — керівник випуску системи, заснованої на Xfce;
- Jamie Boo Birse — керівник випуску системи, заснованої на KDE;
- Shane Joe Lazar — керівник випуску системи, заснованої на Fluxbox.

Офіційні спільноти Linux Mint існують у Франції, Німеччині, Італії, Іспанії, Україні та ін. країнах.

## Інциденти

### Зламсерверів
20 лютого 2016 року команда розробників Linux Mint оприлюднила повідомлення про злам серверів проєкту невстановленими зловмисниками.
Атака на сайт розпочалась зі зламу системи WordPress, звідки зловмисники спромоглись підвищити рівень доступних прав аж до отримання доступу терміналу ssh до каталогу www-data. Отримавши доступ до файлів у цьому каталозі зловмисники розмістили посилання на завантаження файлів установки з серверу в Болгарії (IP-адреса: 5.104.175.212).
Команда Linux Mint виявила несанкційований доступ до файлів, виправила хибні посилання, та повідомила про подію в блозі проєкту.
Однак, трохи згодом зловмисники знову проникли до системи та повернули посилання на власні файли установки.
Усвідомивши, що справжнього шляху проникнення зловмисників досі не встановлено, команда вирішила вимкнути сервери проєкту до з'ясування обставин.
Через кілька годин після оголошення в блозі в інтернеті з'явилась пропозиція продати дані користувачів форуму проєкту та його налаштування за 0.1910 біткойна (приблизно 85 доларів).
Також зловмисники додали до файлів установки, які вони намагались поширити під виглядом оригінальних файлів установки, бот для DDoS-атак tsunami.

## Виноски
1. ↑  Linux Mint 22 “Wilma” released!. Linux Mint blog (англ.).
2. ↑  Сторінка завантаження. Архів оригіналу за 8 січня 2020. Процитовано 14 лютого 2020.
3. ↑  Releases Linux Mint. Linux Mint (англ.). Архів оригіналу за 29 червня 2020. Процитовано 5 липня 2020.
4. ↑  Releases Linux Mint (англ.). linuxmint.com. Архів оригіналу за 28 лютого 2016. Процитовано 5 липня 2020.
5. ↑  Releases Linux Mint (англ.). linuxmint.com. Архів оригіналу за 17 грудня 2013. Процитовано 5 липня 2020.
6. ↑  Linux Mint 6 Felicia reaches end of life. Linux Mint Blog (англ.). Архів оригіналу за 11 липня 2020. Процитовано 10 липня 2020.
7. ↑  Linux Mint 7 Gloria to reach end of life. Linux Mint Blog (англ.). Архів оригіналу за 11 липня 2020. Процитовано 10 липня 2020.
8. ↑  Linux Mint 8 Helena reaches end of life. Linux Mint Blog (англ.). Архів оригіналу за 12 липня 2020. Процитовано 11 липня 2020.
9. ↑  Релиз Linux Mint 12 с GNOME 3, стилизованным под классический десктоп. Архів оригіналу за 28 листопада 2011. Процитовано 28 листопада 2011.
10. ↑  Links — Linux Mint. Архів оригіналу за 9 вересня 2015. Процитовано 10 серпня 2015.
11. 1 2 3 4 5 6 7  Catalin Cimpanu (21 лютого 2016). Linux Mint Website Hack: A Timeline of Events. Softpedia. Архів оригіналу за 24 лютого 2016. Процитовано 23 лютого 2016.

### Офіційні ресурси
- Офіційний сайт
- Завантаження старих серсій (архів)
- Вікі (архів)
- Офіційний форум Лінукс Мінт [Архівовано 3 лютого 2009 у Wayback Machine.]
- Linux Mint Україна [Архівовано 23 березня 2022 у Wayback Machine.]